# Can Marquès (Canovelles)
Can Marquès és una masia de Canovelles (Vallès Oriental) inclosa a l'Inventari del Patrimoni Arquitectònic de Catalunya.

## Descripció
Es tracta d'una masia aïllada, orientada a migdia, amb barri tancat i diverses construccions per bestiar i magatzem. D'estructura rectangular amb coberta a tres vessants. La façana, arrebossada, té un portal dovellat, una finestra d'arc conopial i una altra d'estil renaixentista. Encara es pot veure el rastre d'un antic rellotge de sol. La finestra conopial del primer pis, és l'obertura de la sala, part més important de la casa. Té traceria i decoració floral a les impostes.
L'interior conserva l'estructura exacta d'una típica casa de pagès. Els materials són: pedra amb morter, carreus de pedra i teula àrab. Al pati es conserva encara una garita de defensa feta en maó, record de la guerra del Francès.

## Història
Can Marquès està situada al límit del terme municipal de Canovelles i a pocs metres del límit de l'Ametlla. A l'interior es conserva encara una premsa amb la data de 1853.
Actualment, la masia i els seus camps acullen un projecte d'horta agroecològica.
L'any 2019 va ser un dels escenaris de rodatge de la sèrie televisiva Les de l'hoquei, coprodüida per TV3 i Brutal Media.